# BMW Serie 4
El BMW Sèrie 4 és un coupè fet pel fabricant de cotxes alemany BMW. Primers detalls oficials de la Serie 4 Concept van ser alliberats al públic per un comunicat de premsa oficial, el 5 de desembre de 2012, que detalla la intenció de substituir l'actual coupé Serie 3 amb una nova línia de la sèrie 4 per diferenciar encara més el coupé més esportiu. Els primers detalls oficials de la Serie 4 Concept 4 van ser mostrats al públic amb un comunicat de premsa oficial, el 5 de desembre de 2012, i es detalla la intenció de substituir la denominació actual Sèrie 3 coupé per una de nova, anomenada sèrie 4 per diferenciar encara més el caràcter esportiu del coupé.

## Tipus de carrosseria
- F32 = Coupé
- F33 = Descapotable
- F36 = Quatre portes (comercialment anomenat gran coupé)
- F82 = M4 coupé
- F83 = M4 descapotable

| Taula explicativa de la sèrie 4 |                        |                       |      |      |      |      |      |
| Generació                       | Denominació- comercial | Carosseria            | 2010 | 2010 | 2010 | 2010 | 2010 |
| Generació                       | Denominació- comercial | Carosseria            | 0    | 1    | 2    | 3    | 4    |
| 1. Gen.                         | Sèrie 4                | Coupé                 |      |      |      | F32  | F32  |
| 1. Gen.                         | Sèrie 4                | Cabrio (Descapotable) |      |      |      |      | F33  |
| 1. Gen.                         | Sèrie 4                | Gran Coupé            |      |      |      |      | F36  |
| 1. Gen.                         | M4                     | Coupé                 |      |      |      |      | F82  |
| 1. Gen.                         | M4                     | Cabrio (Descapotable) |      |      |      |      | F83  |